# Tilhar
Tilhar is een stad en gemeente in het district Shahjahanpur van de Indiase staat Uttar Pradesh. 

## Demografie
Volgens de Indiase volkstelling van 2001 wonen er 52.909 mensen in Tilhar, waarvan 52% mannelijk en 48% vrouwelijk is. De plaats heeft een alfabetiseringsgraad van 41%. 